# المديرية العامة للأمن الوطني (الجزائر)
المديرية العامة للأمن الوطني (بالفرنسية: Direction générale de la Sûreté nationale)‏ اختصاراً DGSN وكما يشير إسمها فهي تقوم بقيادة جهاز الشرطة في الجزائر وذلك تحت رعاية وزارة الداخلية، تم إنشاؤها بموجب مرسوم 22 جويلية 1962 لتخلف المديرية العامة للشرطة الوطنية الفرنسية بعيد استقلال الجزائر عن فرنسا.
يقع مقر المديرية العامة للأمن الوطني بنهج محمد ونوري، باب الواد بالجزائر العاصمة وبها تقع كل المديريات والمصالح المركزية للأمن الوطني وهي منظمة على النحو التالي:
- المديريات المختصة:

1. مديرية الشرطة القضائية.
2. مديرية الإستعلامات العامة.
3. مديرية الوحدات الجمهورية للأمن.
4. مديرية الأمن العمومي.
5. مديرية شرطة الحدود و الهجرة.

- المديريات التقنية، الإدارية والإسناد:

1. مديرية الموارد البشرية.
2. مديرية المالية و الوسائل.
3. مديرية التعليم و المدارس.
4. مديرية الإتصالات السلكية و اللاسلكية و الإتصال.

- المصالح المركزية:

1. المصلحة المركزية للإتصال و الصحافة.
2. المصلحة المركزية للصحة و النشاط الاجتماعي و الرياضات.

## المدراء
قائمة المدراء الذين أشرفوا على الأمن الوطني :
ملاحظة: عين رئيس الجمهورية عبد العزيز بوتفليقة عبد القادر قارة بوهدبة مديرا عاما للأمن الوطني، خلفا لمصطفى لهبيري، حسب ما أفادت به وزارة الداخلية والجماعات المحلية والتهيئة العمرانية اليوم الأربعاء في بيان لها.
| السنة                       | المدير                  |
| --------------------------- | ----------------------- |
| 1962 - 1962                 | محمد مجاد               |
| 1962 - 1963                 | محمد يوسفي              |
| 1963 - 1964                 | العربي طيبي             |
| 1964 - 1965                 | محمد يادي الوسيني       |
| 1965 - 1977                 | أحمد دراية              |
| 1977 - 1987                 | الهادي خضيري            |
| 1987 - 1990                 | عبد المجيد بوزبيد       |
| 1990 - 1991                 | بشير لحرش               |
| 1991 - 1994                 | امحمد طلبة              |
| 1994 - 1995                 | محمد وضاح               |
| 1995 - 2010                 | علي تونسي               |
| 2010 - 2018                 | عبد الغني هامل          |
| 2018 - 2019                 | مصطفى لهبيري            |
| 2019 - 2019                 | عبد القادر قارة بوهدبة  |
| 2019 - 2021                 | أونيسي خليفة            |
| 15 مارس 2021 - 8 يناير 2024 | فريد زين الدين بن الشيخ |
| 8 يناير 2024 - حتى الآن     | علي بداوي               |